# Музикална индустрия
Музикалната индустрия (или музикален бизнес) продава композиции, записи и изпълнения на музика.
Музикалната индустрия се занимава с откриване, създаване, рекламиране, подпомагане, финансиране на музикални изпълнители, също така участие в създаването и дистрибуция на музикалните им произведения.
Участниците в музикалната индустрия може да бъдат разделени по вида на дейност, която упражняват. Това са: музиканти, певци, музикални групи, композитори, текстописци, музикални компании, звукозаписни компании, продуценти, мениджъри, производители на аудио-носители (дискове, касети, плочи), дистрибутори, фирми, занимаващи се с организирането на концерти, организации за защита на авторските права, както и други.
Четирите най-големи музикални компании, заемащи около 80% от музикалния пазар са:
- И Ем Ай
- SONY BMG Music Entertainment
- Universal Music Group
- Warner Music Group